# Sorbi (gruppo etnico)

Bandiera nazionale sorba

I Sorbi o Sorabi o Serbi di Lusazia sono una popolazione slava occidentale, relativamente piccola, che vive come minoranza nella regione della Sorbia o Sorabia, attualmente corrispondente in massima parte all'Alta Lusazia, situata negli stati tedeschi di Sassonia e Brandeburgo (già nel territorio della Germania Est). Appartengono allo stesso gruppo linguistico di Polacchi, Slesiani, Cechi, Slovacchi e Casciubi, e sono conosciuti anche come Sorbi Lusaziani o Serbi di Luzice (cfr. anche Venedi).

## Descrizione
Storicamente, i Sorbi sono gli ultimi resti delle popolazioni slave che vissero nella gran parte di quella che oggi è la Germania orientale, fino all'Alto Medioevo, in particolare nella Sorbia o Serbia Bianca, secondo il nome usato da Costantino Porfirogenito nel De administrando imperio. I Sorbi, che risiedevano in un territorio lungo la Saale, si sottomisero al regno "slavo" di Samo, poi, fino all'inizio del X secolo, essi si trovarono in un rapporto di più o meno stretta dipendenza dal regno dei Franchi. Gli Slavi del Limes Sorabicus, zona di confine con il regno dei Franchi, dovevano corrispondere tributi a questi ultimi. Fu il re Enrico I di Sassonia che per primo estese gli insediamenti germanici creando su di essi la sovranità tedesca. Successivamente la maggior parte degli Slavi di quella zona venne germanizzata o scacciata durante l'Ostsiedlung del XII e XIII secolo.
I Sorbi sono stati un gruppo molto perseguitato, specialmente sotto la Germania nazista. L'organizzazione nazionale dei Sorbi, la Domowina (costituitasi nel 1912 come confederazione di unioni sorabe), messa fuori legge nel 1937 dal regime nazista e ricostituita già il 10 maggio 1945, svolse un'ampia attività per la ricostituzione democratica. I Sorbi costituirono poi l'unica minoranza etnica residente riconosciuta nella Repubblica Democratica Tedesca (RDT) e vennero riconosciuti, per la prima volta nella loro storia, cittadini a parità di diritti.
Nella Germania odierna godono di alcuni diritti riservati alle minoranze, ad esempio il diritto di mandare i propri figli in scuole di lingua sorba, il diritto di usare il sorbo nei rapporti con il governo locale, e il diritto a cartelli stradali bilingui. Il fatto che quasi tutta la nazione sorba viva all'interno della Germania e abbia la cittadinanza tedesca, significa che la loro lealtà alla nazione tedesca non viene messa in discussione dall'opinione pubblica tedesca nella stessa misura in cui accade per altre minoranze.
Gottfried Wilhelm von Leibniz era di origine sorba, così come lo scrittore Handrij Zejler, autore di diversi testi in lingua sorba, Mina Witkojc, poetessa e giornalista, e anche Michael Ballack, calciatore.

## Toponimi
Molti toponimi della Germania orientale hanno nomi slavi, e alcune città nella parte sud-orientale della Germania hanno nomi che derivano dal sorbo, testimoniando l'ascendenza sorba di questi territori, come ad esempio:
- Dresda (lingua sorba: Drježdźany)
- Lipsia (lingua sorba: Lipsk)
- Lommatzsch
- Pirna
- Schrabits
- Zerbst

Molte città nella Lusazia hanno cartelli con i nomi in tedesco e in sorbo.
Esempi:
- Bautzen - Budyšin
- Spremberg - Grodk
- Wittichenau - Kulow